# Lijst van rijksmonumenten in Wijlre
De plaats Wijlre telt 28 inschrijvingen in het rijksmonumentenregister. Hieronder een overzicht.
| Object | Oorspronkelijke functie?  | Bouwjaar                                                          | Architect | Locatie                 | Coördinaten?                  | Nr.?   | Afbeelding        |
| --- | ------------------------- | ----------------------------------------------------------------- | --------- | ----------------------- | ----------------------------- | ------ | ----------------- |
| Vakwerkhoeve met binnenplaats | Boerderij                 | 18e eeuw                                                          |           | Stokhem 48              | 50° 50' 5" NB, 5° 53' 5" OL   | 18816  | Meer afbeeldingen |
| Haakvormige vakwerkhoeve, met de straatgevel met mergel | Boerderij                 | 18e eeuw                                                          |           | Stokhem 42              | 50° 50' 5" NB, 5° 53' 3" OL   | 18817  | Meer afbeeldingen |
| Haakvormige hoeve van mergel | Boerderij                 | 18e eeuw                                                          |           | Stokhem 40              | 50° 50' 5" NB, 5° 53' 3" OL   | 18818  | Meer afbeeldingen |
| Haakvormige vakwerkhoeve, de straatgevel onderaan na Kunradersteen, hogerop van baksteen met de gebeeldhouwde koppen van Adam en Eva op gemetselde pilasters | Boerderij                 | 18e eeuw                                                          |           | Stokhem 38              | 50° 50' 5" NB, 5° 53' 2" OL   | 18819  | Meer afbeeldingen |
| Vakwerkhoeve met open binnenplaats | Boerderij                 | 18e eeuw                                                          |           | Stokhem 36              | 50° 50' 7" NB, 5° 53' 2" OL   | 18820  | Meer afbeeldingen |
| Vakwerkhuis | Woonhuis                  | 18e eeuw                                                          |           | Stokhem 31              | 50° 50' 4" NB, 5° 53' 1" OL   | 18821  | Meer afbeeldingen |
| Sint-Gertrudiskerk | Kerk en kerkonderdeel     | 1835 (schip)                                                      |           | Kerkstraat bij 3        | 50° 49' 54" NB, 5° 53' 40" OL | 39736  | Meer afbeeldingen |
| Hoeve leienhuis | Boerderij                 | 17e eeuw                                                          |           | Leienhuisweg 1          | 50° 49' 48" NB, 5° 53' 53" OL | 39737  | Meer afbeeldingen |
| Molen van Otten | Industrie- en poldermolen | 1776                                                              |           | Molengats 1             | 50° 49' 59" NB, 5° 53' 34" OL | 39738  | Meer afbeeldingen |
| Bijgebouwen behorende tot de watermolen | Boerderij                 | 18e/19e/20e eeuw                                                  |           | Molengats 1             | 50° 49' 59" NB, 5° 53' 35" OL | 39739  | Meer afbeeldingen |
| Het Hofje | Boerderij                 | 18e-19e eeuw                                                      |           | Beertsenhoven 1A        | 50° 49' 38" NB, 5° 53' 12" OL | 39741  | Meer afbeeldingen |
| 't Bakhuis | Boerderij                 | eerste helft 19e eeuw                                             |           | Berghof 3               | 50° 49' 53" NB, 5° 52' 10" OL | 39742  | Meer afbeeldingen |
| Berghoven | Boerderij                 | 18e-19e eeuw                                                      |           | Berghof 1               | 50° 50' 2" NB, 5° 52' 8" OL   | 39743  | Meer afbeeldingen |
| Vakwerkhuis met mergelstenen topgevel aan de voorzijde | Boerderij                 | 18e eeuw                                                          |           | Elkenrade 7             | 50° 50' 26" NB, 5° 55' 9" OL  | 39745  | Meer afbeeldingen |
| Buitenplaats Cartils | Kasteel, buitenplaats     | 17e-18e eeuw (kasteel) 15e eeuw of ouder (kelders en ronde toren) |           | Kapolder 10             | 50° 49' 21" NB, 5° 54' 7" OL  | 509966 | Meer afbeeldingen |
| Buitenplaats Cartils: parkaanleg | Tuin, park en plantsoen   | 17e-18e-19e eeuw                                                  |           | Kapolder 10             | 50° 49' 21" NB, 5° 54' 7" OL  | 509968 | Meer afbeeldingen |
| Buitenplaats Cartils: poorttoren | Kasteel, buitenplaats     | 17e eeuw                                                          |           | Kapolder 10             | 50° 49' 21" NB, 5° 54' 7" OL  | 509969 | Meer afbeeldingen |
| Buitenplaats Cartils: boerderij met schuren | Bijgebouwen kastelen enz. | 17e-18e-19e eeuw                                                  |           | Kapolder 10             | 50° 49' 21" NB, 5° 54' 11" OL | 509970 | Meer afbeeldingen |
| Buitenplaats Cartils: ijzeren hekken | Tuin, park en plantsoen   | laatste kwart 19e eeuw                                            |           | Kapolder 10             | 50° 49' 21" NB, 5° 54' 7" OL  | 509971 | Meer afbeeldingen |
| Buitenplaats Cartils: tuinmuur | Tuin, park en plantsoen   | 19e eeuw of ouder                                                 |           | Kapolder 10             | 50° 49' 21" NB, 5° 54' 7" OL  | 509972 | Meer afbeeldingen |
| Buitenplaats Cartils: houten tuinhuisje | Tuin, park en plantsoen   | eerste kwart 20e eeuw                                             |           | Kapolder 10             | 50° 49' 21" NB, 5° 54' 7" OL  | 509973 | Meer afbeeldingen |
| Kasteel Wijlre | Kasteel, buitenplaats     | midden 17e eeuw                                                   |           | Kasteel Wijlreweg 1     | 50° 49' 49" NB, 5° 53' 28" OL | 526598 | Meer afbeeldingen |
| Kasteel Wijlre: historische tuin- en parkaanleg | Tuin, park en plantsoen   | 17e/18e/19e eeuw                                                  |           | Kasteel Wijlreweg bij 1 | 50° 49' 49" NB, 5° 53' 27" OL | 526600 | Meer afbeeldingen |
| Kasteel Wijlre: bijgebouwen | Bijgebouwen kastelen enz. | 18e eeuw                                                          |           | Kasteel Wijlreweg bij 1 | 50° 49' 49" NB, 5° 53' 28" OL | 526601 | Meer afbeeldingen |
| Kasteel Wijlre: poort en hekken | Tuin, park en plantsoen   | 18e/19e eeuw                                                      |           | Kasteel Wijlreweg bij 1 | 50° 49' 49" NB, 5° 53' 27" OL | 526602 | Meer afbeeldingen |
| Kasteel Wijlre: brug | Tuin, park en plantsoen   | 18e eeuw                                                          |           | Kasteel Wijlreweg bij 1 | 50° 49' 49" NB, 5° 53' 27" OL | 526603 | Meer afbeeldingen |
| Kasteel Wijlre: stuw | Tuin, park en plantsoen   | 19e eeuw                                                          |           | Kasteel Wijlreweg bij 1 | 50° 49' 49" NB, 5° 53' 27" OL | 526604 | Meer afbeeldingen |
| Kasteel Wijlre: trap | Tuin, park en plantsoen   | eerste kwart 20e eeuw                                             |           | Kasteel Wijlreweg bij 1 | 50° 49' 49" NB, 5° 53' 28" OL | 526605 | Meer afbeeldingen |